# Spoorlijn Labouheyre - Mimizan-Plage
De spoorlijn Labouheyre - Mimizan-Plage was een Franse spoorlijn van Labouheyre naar Mimizan. De lijn was 34,0 km lang.

## Geschiedenis
Het eerste gedeelte van de lijn, tussen Labouheyre en Mimizan-Bourg werd geopend door de Societé des chemins de fer d'intérêt local du département des Landes op 21 juli 1889. In 1906 ging de concessie over naar de Société des chemins de fer du Born et du Marensin, deze maatschappij opende de lijn tot Mimizan-Plage op 26 april 1909 en naar Mimizan-les-Bains op 11 september 1909. Na het sluiten van de halte Mimizan-Plage werd het station Mimizan-les-Bains hernoemd in Mimizan-Plage.
Personenvervoer werd definitief opgeheven op 1 april 1960. Goederenvervoer was er tussen Mimizan-Bel-Air en Mimizan-les-Bains tot 1 januari 1963 en tussen Labouheyre en Mimizan-Bel-Air tot 29 mei 1992.

## Aansluitingen
In de volgende plaatsen is of was er een aansluiting op de volgende spoorlijnen:
Labouheyre
RFN 655 000, spoorlijn tussen Bordeaux-Saint-Jean en en Irun
lijn tussen Labouheyre en Sabres
lijn tussen Labouheyre en Bias
Mimizan-Plage
lijn tussen Naouas en Mimizan-Plage